# Brownlowia tersa
Brownlowia tersa là một loài thực vật có hoa trong họ Cẩm quỳ. Loài này được (L.) Kosterm. mô tả khoa học đầu tiên năm 1959.